# Bandeirante
Pour les articles homonymes, voir Bandeirante (homonymie).

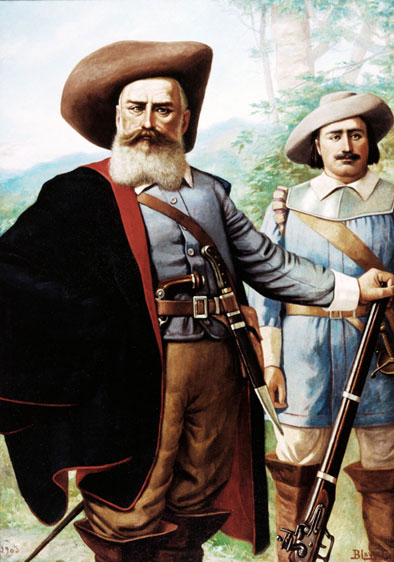
Le bandeirante Domingos Jorge Velho représenté par Benedito Calixto (1903).

Les bandeirantes est un mot portugais qui signifie "éclaireurs" au Brésil et est utilisé pour désigner les aventuriers et les chasseurs d'esclaves amérindiens qui, au XVIIe siècle, ont exploré et permis la conquête de la colonie du Brésil, notamment la partie qui correspond aujourd'hui à l'État de São Paulo. Au-delà des frontières établies par le traité de Tordesillas, ils s'aventurèrent dans des régions inexplorées à la recherche d'opportunités économiques, notamment la découverte de métaux et minéraux précieux.

## Présentation

### Étymologie
Les expéditions des bandeirantes étaient appelées entradas (incursions) lorsqu'elles étaient d'origine officielle ou bandeiras (expéditions, campagnes) lorsqu'elles étaient d'ordre privé. Ce dernier terme est à l'origine du nom « bandeirante » qui, d'un point de vue sémantique, est donc « l'homme qui suit un drapeau ».

### Historique
Les plus fameux, normalement, étaient originaires de São Paulo (les « Paulistas »), État qui — avant la création de Santa Catarina — s'étendait à tout le sud du pays. Les bandeirantes étaient du point de vue ethnique descendants de Portugais avec presque toujours un peu de métissage indigène.
Ils furent les principaux artisans de la conquête de l'intérieur et de l'augmentation des limites territoriales du Brésil au-delà de celles définies par le traité de Tordesillas — accord entre le Portugal et l'Espagne pour définir les limites entre les possessions portugaises et espagnoles dans le Nouveau Monde. Les bandeirantes ont étendu les frontières du Brésil au sud, au-delà du méridien de Tordesillas qui passe à Laguna, presque jusqu'au Rio de la Plata, à l'ouest par le Mato Grosso et presque à proximité des Andes.
Ils sont les responsables de la capture d'au moins 60 000 indigènes, de la mort de beaucoup d'autres et de la destruction de nombreuses missions jésuites au Paraguay et au Brésil, dont celles de Guairá, du Tapé et du Rio Grande do Sul. Cependant, les bandeiras connurent des résistances comme celle de Pedro Leite  Pais qui fut vaincue par trois cents guerriers défendant la mission Jesus Maria. La fourniture d'armes à feu par les Jésuites aux Guaranis et une formation militaire permit la victoire indigène de Mbororé en 1641 sur une bandeira composée de 300 paulistes et 600 Tupis.

### Bandeirantescélèbres
Fradique Coutinho, Afonso Sardinha, Antônio Dias Adorno, Antônio Dias de Oliveira, Bartolomeu Bueno da Silva, ou Anhangüera, Belchior Dias Moréia, Manuel de Borba Gato, Domingos Jorge Velho, Fernandes Tourinho, Fernão Dias Pais, Francisco Dias Velho, Henrique da Cunha Gago, Lourenço Castanho Taques, Manuel Preto, Pascoal Moreira Cabral, Antonio Raposo Tavares, et Simão Álvares.

### Hommages
- Le Monument aux Drapeaux de São Paulo est un hommage rendu aux Bandeirantes.[pas clair]
- Le Monument aux Bandeirantes à Santana de Parnaíba.

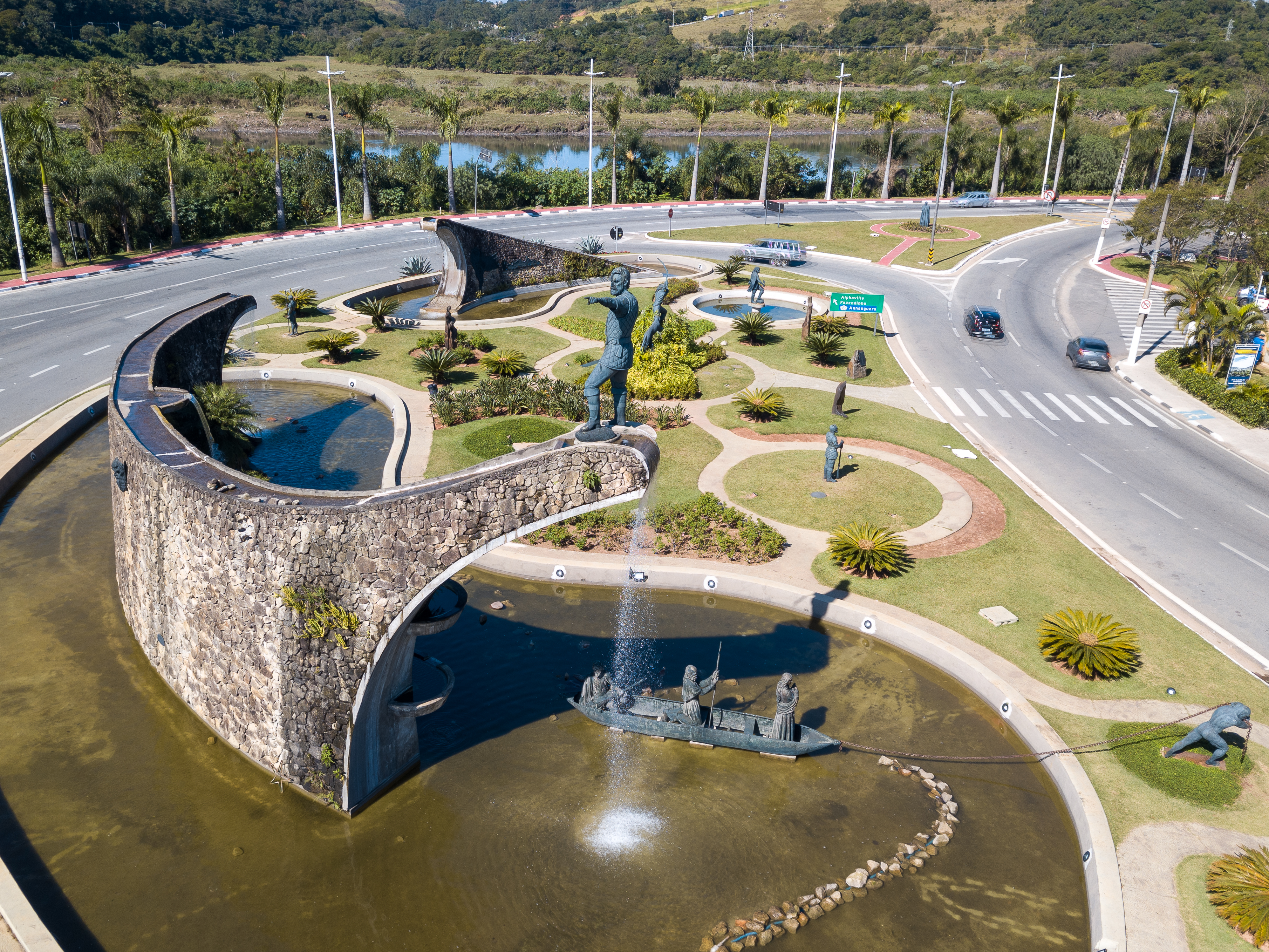
Vue aérienne du Monument aux Bandeirantes à Santana de Parnaíba.